# Fregim
Fregim is een plaats (freguesia) in de Portugese gemeente Amarante en telt 2 507 inwoners (2001).